# حسام مصطفى إبراهيم
حسام مصطفى إبراهيم كاتب وصحفي ومحرر ديسك ومدقق لغوي ومدرب صحافة ولغة عربية، هو خريج قسم اللغة العربية من كلية التربية جامعة المنصورة عام 2001. هو عضو اتحاد الكتاب، ومشرف على صفحتي السلم بجريدة التحرير، ,ومشرف على على تحرير صفحة في الغميق، المتخصصة في التنمية البشرية بجريدة الدستور. أنشي مبادرة مؤسس مبادرة اكتب صح لتعليم اللغة العربية، ورئيس فريق المحتوى بوزارة الاتصالات وتكنولوجيا المعلومات المصرية. يعمل Team leader بموقع جود نيوز فور مي.

## كتب
| الاسم                            | دار النشر               | تاريخ النشر | عدد الصفحات | ردمك ISBN                               | المصدر |
| -------------------------------- | ----------------------- | ----------- | ----------- | --------------------------------------- | ------ |
| يوميات مدرس في الأرياف           | دار ليلى، دار أكتب      | 2008        | 261         |                                         | [ 6 ]  |
| من غلبي                          | دار كيان                | 2009        | 130         |                                         | [ 7 ]  |
| لولا وجود الحب                   | دار أجيال               | 2009        | 191         | (ردمك 9789776277038)                    | [ 8 ]  |
| قراءة في كف الحب                 | دار أجيال               | 2010        | 239         |                                         | [ 9 ]  |
| جر شكل                           | دار المصري              | 2010        | 166         |                                         | [ 10 ] |
| اللحاق بآخر عربة في القطار       | دار اكتب للنشر والتوزيع | 2010        | 254         |                                         | [ 11 ] |
| نعيق الغراب                      | دار أكتب                | 2011        | 251         | (ردمك 9789774880902 ، وردمك 9774880900) | [ 12 ] |
| بتوقيت القاهرة                   | دار دون للنشر والتوزيع  | 2014        | 147         |                                         | [ 13 ] |
| لدى الكثير جدا لاقوله لك         | تشكيل للنشر والتوزيع    | 2017        | 196         | (ردمك 2032239199543)                    | [ 14 ] |
| كتاب التعافي                     | دار تويا للنشر والتوزيع | 2018        | 203         | (ردمك 9789776549883)                    | [ 15 ] |
| أسود لامع بطريقة غادرة           | تشكيل للنشر والتوزيع    | 2018        | 121         | (ردمك 9995299000002)                    | [ 16 ] |
| الونس                            | دار تويا للنشر والتوزيع | 2020        |             | (ردمك 9789776729254)                    | [ 17 ] |
| الألفا: 36 مبدعًا يكتبون عمر طاهر | دار تويا للنشر والتوزيع | 2020        | 122         |                                         |        |
| كتاب الحب                        | عصير الكتب              | 2021        | 216         | (ردمك 9789778591699)                    | [ 18 ] |